# فوکر اسپین
فوکر اسپین (انگلیسی: Fokker Spin) نخستین هواپیمای ساخت آنتونی فوکر است. سیم‌های زیادی که برای نگه داشتن این هواپیما استفاده شده بود، آن را شبیه یک عنکبوت غول پیکر کرده بود؛ به همین دلیل، نام آن را اسپین گذاشتند. (در هلندی به معنای عنکبوت)